# Championnats d'Afrique de taekwondo 2014
Navigation
Édition précédente Édition suivante
Les championnats d'Afrique de taekwondo 2014 se déroulent à Tunis (Tunisie) du 6 au 8 mai 2014. 

## Médaillés

### Hommes
| Épreuves | Or                                         | Argent                            | Bronze                                                |
| -------- | ------------------------------------------ | --------------------------------- | ----------------------------------------------------- |
| - 54 kg  | Hussein Sherif El Sayed (EGY)              | Alaeddine Dhif (TUN)              | Moustapha Kama (SEN) Alhoudourou Maiga (MLI)          |
| - 58 kg  | Elsaid Shawky Rezk Nasr (EGY)              | Romain Trolliet (ALG)             | Faisal Aweys (SOM) Yousef Saleh Shriha (LBA)          |
| - 63 kg  | Mohamed Magdi Mohamed Abdelaziz Asal (EGY) | Wahid Briki (TUN)                 | Naounou Peken Logbo (CIV) Ibra Dabo (MLI)             |
| - 68 kg  | Georges Emmanuel Kobenan (CIV)             | Ghofran Mohamed Zaki (EGY)        | Zakaria Chenouf (ALG) David Patrick Boui (CAF)        |
| - 74 kg  | Saifeddine Trabelsi (TUN)                  | Ismael Coulibaly (MLI)            | Kabenan Anicet Baudoin Kassi (CIV) Musbah Rajab (LBA) |
| - 80 kg  | Cheick Cissé (CIV)                         | Issam Chernoubi (MAR)             | Gorome Kare (SEN) Sunday Onofe (NGA)                  |
| - 87 kg  | Seydou Gbané (CIV)                         | Yassine Trabelsi (TUN)            | David Koney Adjetey (GHA) Mady Bagayoko (MLI)         |
| + 87 kg  | Anthony Obame (GAB)                        | Abdoulrazak Issoufou Alfaga (NIG) | Chika Chukwumerije (NGA) Issa Bamba (CIV)             |

### Femmes
| Épreuves | Or                    | Argent                          | Bronze                                                            |
| -------- | --------------------- | ------------------------------- | ----------------------------------------------------------------- |
| - 46 kg  | Fadia Farhani (TUN)   | Nermin Sayed Elshimi (EGY)      | Bouma Ferimata Coulibaly (CIV) Parker Bolili Miambanzila (COD)    |
| - 49 kg  | Nour Abdelsalam (EGY) | Rosa Keleku Lukusa (COD)        | Sanaa Atabrour (MAR) Joy Ekhator (NGA)                            |
| - 53 kg  | Radwa Reda (EGY)      | Rahma Ben Ali (TUN)             | Awa Ouattara (CIV) Lamyaa Bekkali (EGY)                           |
| - 57 kg  | Bineta Diedhiou (SEN) | Hedaya Wahba (EGY)              | Hajiba Enhari (MAR) Banassa Diomandé (CIV)                        |
| - 62 kg  | Ruth Gbagbi (CIV)     | Rewan Mohamed Abdelfattah (EGY) | Urgence Mouega (GAB) Wafa Bellar (TUN)                            |
| - 67 kg  | Seham Elsawalhy (EGY) | Isabelle Ndri Ahou Nadège (CIV) | Mariam Diarra (MLI) Hakima El Meslahy (MAR)                       |
| - 73 kg  | Aminata Doumbia (MLI) | Mamina Koné (CIV)               | Sara Hany Aly Elgayyar (EGY) Grace Emmanuella Ibogni Nzamba (GAB) |
| + 73 kg  | Wiam Dislam (MAR)     | Menatallah Maher Abdelall (EGY) | Hadja Djabaté (CIV) Oumayma Bouazizi (TUN)                        |

## Tableau des médailles
| Rang | Nation                           | Or | Argent | Bronze | Total |
| ---- | -------------------------------- | -- | ------ | ------ | ----- |
| 1    | Égypte                           | 6  | 5      | 1      | 12    |
| 2    | Côte d'Ivoire                    | 4  | 2      | 7      | 13    |
| 3    | Tunisie                          | 2  | 4      | 2      | 8     |
| 4    | Mali                             | 1  | 1      | 4      | 6     |
| 4    | Maroc                            | 1  | 1      | 4      | 6     |
| 6    | Gabon                            | 1  | 0      | 2      | 3     |
| 6    | Sénégal                          | 1  | 0      | 2      | 3     |
| 8    | Algérie                          | 0  | 1      | 1      | 2     |
| 8    | République démocratique du Congo | 0  | 1      | 1      | 2     |
| 10   | Niger                            | 0  | 1      | 0      | 1     |
| 11   | Nigeria                          | 0  | 0      | 3      | 3     |
| 12   | Libye                            | 0  | 0      | 2      | 2     |
| 13   | Ghana                            | 0  | 0      | 1      | 1     |
| 13   | République centrafricaine        | 0  | 0      | 1      | 1     |
| 13   | Somalie                          | 0  | 0      | 1      | 1     |
|      | Total                            | 16 | 16     | 32     | 64    |

## Récompenses
- Meilleur taekwondoïste masculin : Georges Emmanuel Kobenan (Côte d'Ivoire)
- Meilleure taekwondoïste féminine : Fadia Farhani (Tunisie)
- Prix du fair-play : Cap-Vert
- Meilleur arbitre : Yacoub Traoré (Mali)